# Audi e-tron GT
Audi e-tron GT — электромобиль немецкого автопроизводителя Audi AG. Концепт был представлен на автосалоне в Лос-Анджелесе в 2018 году. Автомобиль построен на платформе J1 вместе с Porsche Taycan. Серийное производство модели начато в 2021 году.
В 2024 году компания Audi произвела отзыв 6499 проданных электроседанов, из-за проблем с тяговыми батареями производства LG Energy.

## Зарядная система
Аккумуляторную батарею можно будет зарядить двумя способами, с помощью кабеля и через систему беспроводной зарядки. Автомобиль оснащен 800 вольтовой системой которая позволяет зарядить 80% аккумулятора за время около 20 минут что позволяет получить запас хода более 320 километров. Беспроводная индукционная зарядная станция мощностью 11 кВт позволяет зарядить автомобиль за ночь.

## Технические характеристики
Автомобиль оснащен двумя синхронными электромоторами, на передней и задней осях шасси. Совокупная мощность двух электромоторов 590 л.с., крутящий момент распределяется по всем четырем колесам с помощью полного привода quattro. Разгон от 0 до 100 км/ч занимает примерно 3.5 секунды, до 200 км/ч автомобиль разгоняется за 12 секунд. Максимальная скорость 240 км/ч. Запас хода составляет более 400 километров. Вместительность багажного отделения сзади объемом 450 литров и спереди под капотом объемом 100 литров.

## Галерея
- Вид сзади
- Audi RS e-tron GT
- Audi RS e-tron GT, вид сзади
- Audi RS e-tron